# Acaraú
Acaraú là một đô thị thuộc bang Ceará, Brasil. Đô thị này có diện tích 842,884 km², dân số năm 2007 là 51464 người, mật độ 61,06 người/km².